# Dimoné
Dominique Terrieu, dit Dimoné, est un auteur-compositeur-interprète français.
Avant de se lancer dans sa carrière solo, il fut, au cours des années 1990, le chanteur du groupe pop-folk Les Faunes. Il habite actuellement[Quand ?] Perpignan.
Dimoné a atteint une certaine notoriété dans toute la France, bien qu'il ne soit pas beaucoup médiatisé, et joue ainsi un peu partout devant un public plus ou moins grand mais néanmoins fervent et fidèle.
Il participe à de nombreux festivals et arpente les scènes du midi comme celles de l'Afrique, du reste de la France ou du Québec. La nature, la terre au sens large, enfin les territoires, qu'ils soient du sud de la France ou d'ailleurs, nourrissent son imaginaire et sa musique.

## Biographie

### Adolescence et premiers pas en bande
De son vrai nom Dominique Terrieu, il naît en 1967 à Savigny sur Orge. Dès l'adolescence, ce fervent admirateur de Wilko Johnson (guitariste de Dr. Feelgood) intègre divers groupes issus du courant punk, dont les Sulfateurs Espagnols (aux côtés de Jean-Marc Aunay et Christophe Baumes, notamment) en tant que bassiste. Plus tard, au début des années 90, se forme le groupe pop-folk aux accents grunge Les Faunes, qui compte à la guitare Florian Brinker (guitariste/chanteur d'Otis Wood, groupe fortement influencé par la mouvance Britpop de l'époque et futur guitariste de Rinôçérôse ayant aussi commencé une carrière solo depuis), Jean-Marc Aunay, à nouveau à la batterie, Dominique Terrieu au chant et son frère Didier Terrieu à la basse.

### Bande à part
On retrouve plusieurs morceaux datant de l'époque de ce dernier groupe sur son premier album solo, Effets Pervers (1999). C'est cette même année que Dominique Terrieu, accompagné (pour les enregistrements en studio) de divers musiciens dont Jean-Christophe Sirven, devient Dimoné, un pseudonyme qui signifie « démon » en Catalan.
Tout au long de cette première décennie, il parvient petit à petit à se faire un nom dans le monde musical francophone. Au cours de cette période, il effectue un voyage ainsi que des concerts en Mauritanie. Une expérience qui marque profondément son approche de la musique et notamment de la scène. En 2009, 10 ans après ses débuts, l'album Madame Blanche symbolise particulièrement l'évolution de l'artiste Montpelliérain. Sur Madame Blanche, une chanson parmi toutes les autres se distingue particulièrement : Les Narcisses, qui reçoit, tout comme l'album, un très bon accueil de la part de la critique mais aussi du public. En concert, Dimoné défend ses chansons en duo avec "l'homme orchestre" Jean-Christophe Sirven.
En 2012, Dimoné joue au Théâtre Jean Vilar de Montpellier une "Carte Noire" avec des musiciens Mauritaniens, où il revisite certaines de ses chansons. Une captation du concert donnera lieu à la sortie d'un DVD.
En 2014 paraît son quatrième album solo, Bien Hommé, Mal Femmé, qui l'installe définitivement dans le paysage musical. Le premier extrait, Un homme libre, entre dans la playlist de France Inter et de FIP.
Lauréat du Prix de la tournée des grands centres lors du Festival international de la chanson de Granby, il enregistre en 2016, au Studio Le Nil de Saint-Adrien, au Québec, un EP baptisé Épris dans la glace. Un mini-album réalisé par Pierre Philippe Côté, assisté par Emmanuel Crombez, dont la sortie est prévue à la fin du mois de février 2017. Un premier titre, La grande allée, est dévoilé le 10 février, accompagné d'un clip où l'on voit l'artiste durant les sessions d'enregistrement du disque au Canada.
À cette occasion, une tournée au Québec est organisée du 25 février au 23 mars.

### Chansons électrifiées à 3 guitares
Après presque 20 années passées aux côtés de Jean-Christophe Sirven, Dimoné s'en va explorer de nouveaux horizons et s'entoure des quatre garçons formant le groupe de rock Kursed : Thomas, Romain, Ari et Hugo, ces deux derniers ayant par la suite rejoint le groupe de stoner rock Bandit Bandit avec Maëva Nicolas. Pour marquer cette nouvelle aventure débutée dès 2017 à la faveur d'une résidence au sein de la salle de spectacles Paloma, à Nîmes, Dimoné sort le 1er mars 2019 son nouvel album baptisé Mon amorce. S'ensuit une série de concerts pour défendre ses nouvelles chansons, ainsi que les plus anciennes, encore une fois revisitées, réinventées.

### Nouveaux horizons et retour au duo
Le 13 novembre 2020 sort son premier recueil de textes, Qu'est-ce qu'elle a la biche à ne pas s'enfuir quand je passe à 110, publié par Lamao éditions, éditeur spécialisé dans les ouvrages écrits par des auteurs-compositeurs et interprètes.
En 2022, il revient au duo avec Jean-Christophe Sirven sous la forme d'un mini-album de sept titres, Ça pixellise, puis d'une tournée de concerts dans une formule piano-voix, plus intimiste.
En 2024, il explore une nouvelle voie avec "L'humeur du jaune d'oeuf à midi", qu'il définit lui-même comme un "concert théâtralisé". Cette performance musicale et textuelle, mise en scène par Virginie Baes, passe par diverses salles en France et notamment par le off du Festival d'Avignon cette même année.

## Discographie

### Albums studio
- 1999 : Effets pervers
- 2004 : Je n'ai pas sommeil
- 2009 : Madame blanche
- 2014 : Bien Hommé, Mal Femmé
- 2019 : Mon amorce (Avec le groupe Kursed)

### Avec Bancal chéri
- 2018 : Bancal chéri (album)

### EP
- 2017 : Épris dans la glace
- 2022 : Ça pixellise

Avant cela, avec Les Faunes, il enregistre en 1994 deux morceaux, Des coups de gomme et L'Afrique en mémoire , pour la compilation Montpellier Rock 1994. Toujours avec ce groupe, en 1997, alors que le batteur et le bassiste (son frère, Didier) ont quitté le navire, il enregistre un EP, peu de temps avant la séparation du groupe et le début de son aventure en solo.

### Participations
- 2014 : Comprend qui peut, album hommage à Boby Lapointe : reprend L'idole et l'enfant, In the desert et La Lune belle fille
- 2017 : Apparition aux côtés de Giédré sur scène au Printival pour interpréter Ces gens-là de Jacques Brel
- 2017 : Les adolescents, duo avec Didier Super sur l'album Rue chocolat de Laurent Montagne (disque issu d'un spectacle destiné aux enfants)
- 2018 : On s'emb(a)rasse, duo avec Evelyne Gallet sur son album La fille de l'air

### Single et clips
Les narcisses est le premier single radio tiré de l'album Madame Blanche, faisant partie de la playlist de la radio France Inter. Un autre titre, Dans ta cour, est diffusé sur une des radios francophones de Toronto, Choq. FM, et fait partie de son classement, sur son site internet.

## Publications
- Qu'est-ce qu'elle a la biche à ne pas s'enfuir quand je passe à 110, recueil, Lamao éditions, 2020, 72 p.  (ISBN 979-10-95419-16-7)

## Distinctions
- Coup de cœur chanson 2018 de l'Académie Charles Cros pour Épris dans la glace[11].
- Prix de la tournée des grands centres au Festival International de la Chanson de Granby, au Québec, en 2015